# Iberomaurusisk kultur

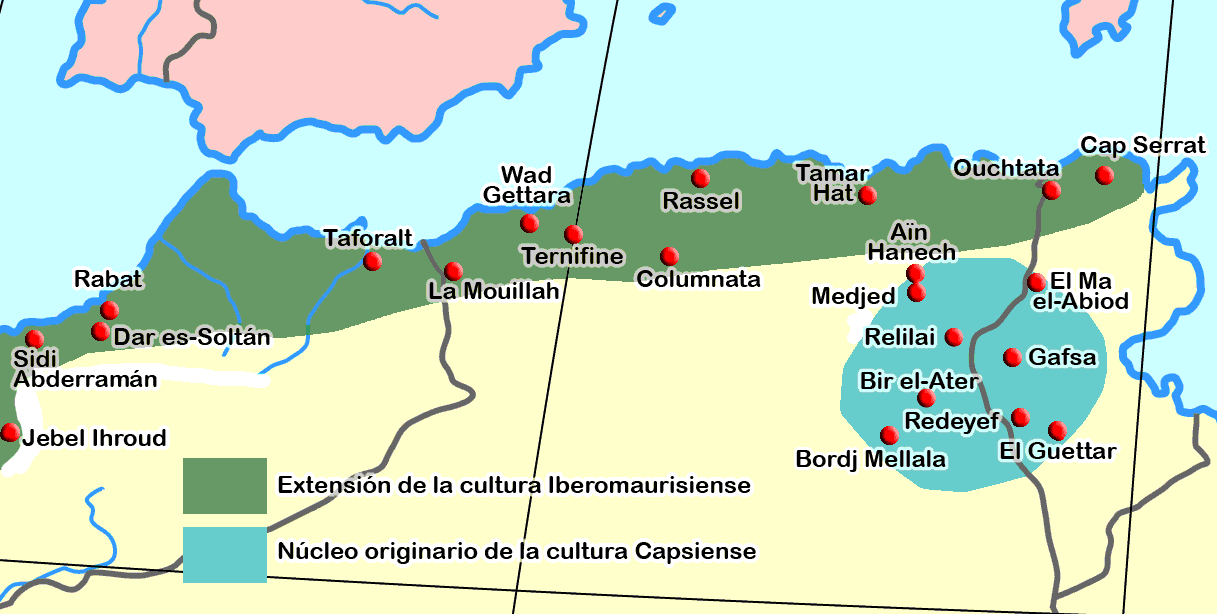
Den iberomaurusiska kulturens utbredning; Capsienkulturens utbredning i ljusgrönt.

Iberomaurusisk kultur är en yngre paleolitisk kultur i Maghreb.
Under övergångsperioden från yngre pleistocen till den neotermala tiden, ungefär 12.000-7.500 f.Kr., finner man ungefär samma huvudkarakteristika hos de nordafrikanska flintindustrierna, oranien eller ibero-maurusien i Marocko och östoranien i Cyrenaica: hos båda överväger medelstora spån med ryggretusch, och i mindre proportioner skivskrapor och sticklar. Samma drag påträffas hos kebarien- och nebekienkulturerna i Levanten och zarzienkulturen i Zagros, som alla växte fram ungefär samtidigt med de afrikanska.